# (437001) 2012 TX225
(437001) 2012 TX225 es un asteroide perteneciente al cinturón de asteroides, descubierto el 24 de marzo de 2006 por el equipo Spacewatch desde el Observatorio Nacional de Kitt Peak (Arizona, Estados Unidos).